# Nachal Zru'a
Nachal Zru'a (hebrejsky: נחל זרועה) je vádí v severní části Negevské pouště, která spadá do pobřežní nížiny, v jižním Izraeli, nedaleko od hranice s pásmem Gazy.
Začíná v nadmořské výšce okolo 150 metrů západně od vesnice Talmej Bilu. Směřuje pak k severozápadu mírně zvlněnou a zemědělsky využívanou krajinou, která díky systematickému zavlažování ztratila pouštní ráz. Ze západu míjí vesnici Zru'a. Stáčí se k západu a ústí zleva do toku Nachal Šlachim.